# Scottish FA Cup 1980/81
Der Scottish FA Cup wurde 1980/81 zum 96. Mal ausgespielt. Der wichtigste schottische Fußball-Pokalwettbewerb, der vom Schottischen Fußballverband geleitet wurde, begann am 13. Dezember 1980 und endete mit dem Wiederholungsfinale am 12. Mai 1981 im Hampden Park von Glasgow.
Als Titelverteidiger startete Celtic Glasgow in den Wettbewerb, das sich im Finale des Vorjahres im Old-Firm-Derby gegen die Glasgow Rangers durchgesetzt hatte. Im Endspiel bei der diesjährigen Pokalaustragung standen sich die Rangers und Dundee United gegenüber. Die Rangers erreichten zum sechsten Mal infolge ununterbrochen das Finale seit 1976. Es war zudem das 35. Endspiel der Gers in der Vereinsgeschichte seit 1877. Für United war es das zweite Endspiel nach dem verlorenen im Jahr 1974 gegen Celtic. Die Rangers gewannen nach einem 0:0 im ersten Finalspiel, das Wiederholungsendspiel mit 4:1 gegen United. Neben dem Endspiel im FA Cup erreichte United zudem das Finale des Scottish League Cup 1980/81. Dieses gewann die Mannschaft im Dundee Derby gegen den FC Dundee. In der Abschlusstabelle der schottischen Meisterschaft erreichten die beiden Finalteilnehmer die Plätze drei und fünf, Meister wurde Celtic Glasgow. Die Rangers nahmen in der folgenden Saison am Europapokal der Pokalsieger teil. Dort schied die Mannschaft in der zweiten Runde gegen den FK Dukla Prag aus der Tschechoslowakei aus dem Wettbewerb aus. United nahm in der folgenden Saison am UEFA-Pokal teil. Nach Siegen über AS Monaco, Borussia Mönchengladbach und KFC Winterslag schied die Mannschaft im Viertelfinale gegen den FK Radnički Niš aus Jugoslawien aus.

## 1. Runde
Ausgetragen wurden die Begegnungen am 13. Dezember 1980. Die Wiederholungsspiele fanden am 17. und 20. Dezember 1980 statt.
|                      | Ergebnis |                            |
| -------------------- | -------- | -------------------------- |
| Alloa Athletic       | 1:1      | FC Stenhousemuir           |
| Brechin City         | 2:1      | FC Keith                   |
| FC East Fife         | 2:1      | FC Civil Service Strollers |
| Meadowbank Thistle   | 2:2      | Buckie Thistle             |
| FC Queen’s Park      | 2:2      | FC Montrose                |
| FC Whitehill Welfare | 1:1      | FC Hawick Royal Albert     |

### Wiederholungsspiele
|                        | Ergebnis  |                      |
| ---------------------- | --------- | -------------------- |
| FC Hawick Royal Albert | 4:1       | FC Whitehill Welfare |
| FC Montrose            | 2:0       | FC Queen’s Park      |
| FC Stenhousemuir       | 3:2 n. V. | Alloa Athletic       |
| Buckie Thistle         | 3:2       | Meadowbank Thistle   |

## 2. Runde
Ausgetragen wurden die Begegnungen zwischen dem 3. und 12. Januar 1981. Die Wiederholungsspiele fanden zwischen dem 7. und 14. Januar 1981 statt.
|                        | Ergebnis |                |
| ---------------------- | -------- | -------------- |
| Forfar Athletic        | 0:2      | Brechin City   |
| FC Hawick Royal Albert | 2:2      | FC Cowdenbeath |
| FC Inverness Thistle   | 2:0      | FC Montrose    |
| FC Rothes              | 1:5      | FC Clyde       |
| FC Stenhousemuir       | 0:0      | FC Spartans    |
| FC Stranraer           | 2:2      | Buckie Thistle |
| Queen of the South     | 1:2      | FC East Fife   |
| Albion Rovers          | 1:1      | FC Arbroath    |

### Wiederholungsspiele
|                | Ergebnis |                        |
| -------------- | -------- | ---------------------- |
| FC Spartans    | 1:2      | FC Stenhousemuir       |
| Buckie Thistle | 3:2      | FC Stranraer           |
| FC Cowdenbeath | 3:0      | FC Hawick Royal Albert |
| FC Arbroath    | 1:0      | Albion Rovers          |

## 3. Runde
Ausgetragen wurden die Begegnungen am 24. Januar 1981. Die Wiederholungsspiele fanden am 28. Januar 1981 statt.
|                       | Ergebnis |                      |
| --------------------- | -------- | -------------------- |
| Airdrieonians FC      | 0:5      | Glasgow Rangers      |
| FC Arbroath           | 1:1      | FC Cowdenbeath       |
| Berwick Rangers       | 0:2      | Celtic Glasgow       |
| Brechin City          | 1:2      | Dundee United        |
| Buckie Thistle        | 1:3      | Stirling Albion      |
| FC East Fife          | 0:0      | FC Clydebank         |
| FC East Stirlingshire | 4:1      | FC Inverness Thistle |
| FC Falkirk            | 1:0      | FC Dundee            |
| Hamilton Academical   | 0:3      | FC St. Johnstone     |
| Hibernian Edinburgh   | 1:1      | Dunfermline Athletic |
| FC Kilmarnock         | 2:1      | Ayr United           |
| Greenock Morton       | 0:0      | Heart of Midlothian  |
| Partick Thistle       | 2:2      | FC Clyde             |
| Raith Rovers          | 1:2      | FC Aberdeen          |
| FC St. Mirren         | 0:2      | FC Dumbarton         |
| FC Stenhousemuir      | 1:1      | FC Motherwell        |

### Wiederholungsspiele
|                      | Ergebnis  |                     |
| -------------------- | --------- | ------------------- |
| FC Clyde             | 2:4       | Partick Thistle     |
| FC Clydebank         | 5:4 n. V. | FC East Fife        |
| FC Cowdenbeath       | 4:0       | FC Arbroath         |
| Dunfermline Athletic | 1:2       | Hibernian Edinburgh |
| Heart of Midlothian  | 1:3       | Greenock Morton     |
| FC Motherwell        | 2:1       | FC Stenhousemuir    |

## Achtelfinale
Ausgetragen wurden die Begegnungen am 14. Februar 1981. Die Wiederholungsspiele fanden am 18. und 23. Februar 1981 statt.
|                     | Ergebnis |                       |
| ------------------- | -------- | --------------------- |
| Celtic Glasgow      | 3:0      | Stirling Albion       |
| FC Cowdenbeath      | 1:2      | FC East Stirlingshire |
| Dundee United       | 1:0      | Partick Thistle       |
| Hibernian Edinburgh | 1:0      | FC Falkirk            |
| FC Kilmarnock       | 0:0      | FC Clydebank          |
| Greenock Morton     | 1:0      | FC Aberdeen           |
| FC Motherwell       | 2:1      | FC Dumbarton          |
| FC St. Johnstone    | 3:3      | Glasgow Rangers       |

### Wiederholungsspiel
|                 | Ergebnis  |                  |
| --------------- | --------- | ---------------- |
| FC Clydebank    | 1:1 n. V. | FC Kilmarnock    |
| Glasgow Rangers | 3:1       | FC St. Johnstone |

### 2. Wiederholungsspiel
|               | Ergebnis |              |
| ------------- | -------- | ------------ |
| FC Kilmarnock | * 0:1 *  | FC Clydebank |

## Viertelfinale
Ausgetragen wurden die Begegnungen am 7./8. und 11. März 1981. Das Wiederholungsspiel fand am 16. März 1981 statt.
|                 | Ergebnis |                       |
| --------------- | -------- | --------------------- |
| Dundee United   | 6:1      | FC Motherwell         |
| Glasgow Rangers | 3:1      | Hibernian Edinburgh   |
| Celtic Glasgow  | 2:0      | FC East Stirlingshire |
| Greenock Morton | 0:0      | FC Clydebank          |

### Wiederholungsspiel
|              | Ergebnis |                 |
| ------------ | -------- | --------------- |
| FC Clydebank | 0:6      | Greenock Morton |

## Halbfinale
Ausgetragen wurden die Begegnungen am 11. April 1981. Das Wiederholungsspiel fand am 15. April 1981 statt.
|                 | Ergebnis |                 |
| --------------- | -------- | --------------- |
| Celtic Glasgow  | * 0:0 *  | Dundee United   |
| Greenock Morton | ** 1:2 * | Glasgow Rangers |

### Wiederholungsspiel
|               | Ergebnis |                |
| ------------- | -------- | -------------- |
| Dundee United | * 3:2 *  | Celtic Glasgow |

## Finale
| Glasgow Rangers                                          | Glasgow Rangers | Dundee United | Dundee United |
| -------------------------------------------------------- | --- | --- | ------------- |
| Glasgow Rangers                                          | \| Finale \| \| 9. Mai 1981 um 15:00 Uhr (BST) in Glasgow (Hampden Park) \| \| Ergebnis: 0:0 n. V. \| \| Zuschauer: 53.358 \| \| Schiedsrichter: Ian Foote \| \| Spielbericht \|   | \| Finale \| \| 9. Mai 1981 um 15:00 Uhr (BST) in Glasgow (Hampden Park) \| \| Ergebnis: 0:0 n. V. \| \| Zuschauer: 53.358 \| \| Schiedsrichter: Ian Foote \| \| Spielbericht \|                                            | Dundee United |
| Glasgow Rangers                                          | Jim Stewart – Sandy Jardine, Ally Dawson, Tom Forsyth, Gregor Stevens – Jim Bett, Tommy McLean, Bobby Russell, Ian Redford, Willie Johnston – Colin McAdam Cheftrainer: John Greig | Hamish McAlpine – Iain Phillip (??. Derek Stark), David Narey, John Holt, Paul Hegarty, Frank Kopel – Eamonn Bannon, Ralph Milne (?? Willie Pettigrew), Billy Kirkwood – Davie Dodds, Paul Sturrock Cheftrainer: Jim McLean | Dundee United |
| Glasgow Rangers                                          | Tom Forsyth, Gregor Stevens, Willie Johnston | | Dundee United |
| Finale                                                   | | |               |
| 9. Mai 1981 um 15:00 Uhr (BST) in Glasgow (Hampden Park) | | |               |
| Ergebnis: 0:0 n. V.                                      | | |               |
| Zuschauer: 53.358                                        | | |               |
| Schiedsrichter: Ian Foote                                | | |               |
| Spielbericht                                             | | |               |

## Wiederholungsfinale
| Dundee United                                             | Dundee United | Glasgow Rangers | Glasgow Rangers |
| --------------------------------------------------------- | --- | --- | --------------- |
| Dundee United                                             | \| Finale \| \| 12. Mai 1981 um 20:00 Uhr (BST) in Glasgow (Hampden Park) \| \| Ergebnis: 1:4 (1:3) \| \| Zuschauer: 42.004 \| \| Schiedsrichter: Ian Foote \| \| Spielbericht \|                     | \| Finale \| \| 12. Mai 1981 um 20:00 Uhr (BST) in Glasgow (Hampden Park) \| \| Ergebnis: 1:4 (1:3) \| \| Zuschauer: 42.004 \| \| Schiedsrichter: Ian Foote \| \| Spielbericht \|    | Glasgow Rangers |
| Dundee United                                             | Hamish McAlpine – Iain Phillip (??. Derek Stark), David Narey, John Holt, Paul Hegarty, Frank Kopel – Eamonn Bannon, Ralph Milne, Billy Kirkwood – Davie Dodds, Paul Sturrock Cheftrainer: Jim McLean | Jim Stewart – Sandy Jardine, Ally Dawson, Tom Forsyth, Gregor Stevens – Jim Bett, Davie Cooper, Bobby Russell, Ian Redford – John MacDonald, Derek Johnstone Cheftrainer: John Greig | Glasgow Rangers |
| Dundee United                                             | 1:2 Davie Dodds (22.) | 0:1 Davie Cooper (10.) 0:2 Bobby Russell (20.) 1:3 John McDonald (28.) 1:4 John McDonald (77.)                                                                                       | Glasgow Rangers |
| Dundee United                                             | Ally Dawson, Tom Forsyth, Gregor Stevens | | Glasgow Rangers |
| Finale                                                    | | |                 |
| 12. Mai 1981 um 20:00 Uhr (BST) in Glasgow (Hampden Park) | | |                 |
| Ergebnis: 1:4 (1:3)                                       | | |                 |
| Zuschauer: 42.004                                         | | |                 |
| Schiedsrichter: Ian Foote                                 | | |                 |
| Spielbericht                                              | | |                 |